# Diễn Thịnh
Diễn Thịnh là một xã thuộc huyện Diễn Châu, tỉnh Nghệ An, Việt Nam.
Xã có diện tích 8,29 km², dân số năm 2019 là 23.525 người, mật độ dân số đạt 2.838 người/km².

## Địa Lí - Hành Chính
Diễn Thịnh Phía đông giáp Biển Đông, phía bắc giáp với Diễn Thành, phía tây giáp với Diễn Tân, Diễn An và Diễn Lộc, phía nam giáp Diễn Trung. Diễn Thịnh có lợi thế là nằm dọc trục đường Quốc lộ 1 nên giao thông thuận lợi.
Diễn Thịnh có rất nhiều người làm ăn phát đạt và nhiều người đy làm ăn xa ở nước ngoài nên nhiều tòa nhà cao 5-6 tầng kiểu Pháp mọc lên như nấm, ô tô đầy đường... vv

## Kinh tế
Diễn Thịnh nằm trong vành đai kinh tế Đông Nam, một dự án kinh tế lớn trọng điểm của tỉnh Nghệ An.
Diễn Thịnh có rất nhiều doanh nghiệp tư nhân trong nước và nước ngoài đến đầu tư làm ăn trên địa bàn xã diễn thịnh.

## Văn hóa-Giáo dục
Người Diễn Thịnh có truyền thống hiếu học.
Xã Diễn Thịnh có 1 trường mầm non tập trung, 1 trường tiểu học, 1 trường trung học cơ sở, 1 trạm y tế.

## Một số nhân vật nổi bật
- Cao Xuân Dục quan Nhà Nguyễn.
- Cao Xuân Tiếu, Phó bảng khoa Ất Mùi (1895), làm quan đến Thượng thư.
- Cao Xuân Huy (con trai út ông Cao Xuân Tiếu), Giáo sư Triết học phương Đông và văn học Trung quốc ở Hà Nội, giải thưởng Hồ Chí Minh, sinh năm 1900, mất năm 1983.
- Cao Ngọc Anh là một nhà thơ Việt Nam ở thế kỷ XX.
- Nguyễn Đình Bích xóm 3 diễn thịnh ông là tướng quân đội về hưu nguyên Tổng giám đốc tập đoàn khoáng sản công ty than việt Nam ...vv

## Tôn giáo
- Giáo Xứ Trung Song Diễn Thịnh.
- Giáo Xứ Tân Dạ...vv

## Khu Đô Thị Diễn Thịnh
- Khu Đô Thị Vườn Cau , Dự án khu dân cư xứ Vườn Cau thuộc Xóm 1 xã Diễn Thịnh, huyện Diễn Châu, Nghệ An có tổng vốn đầu tư 372,549 tỷ đồng, được triển khai trên khu đất có diện tích khoảng 48.676 m2, quy mô dân số dự kiến 650 người, sơ bộ cơ cấu sản phẩm gồm nhà ở xây dựng phần thô, hoàn thiện mặt ngoài 159 căn nhà ở liền kề Thành phố Mới Diễn Thịnh...